# Phrynobatrachus intermedius
Phrynobatrachus intermedius é uma espécie de anfíbio anuro da família Phrynobatrachidae. Está presente no Gana. A UICN classificou-a como em perigo crítico.